# Operación E
Operación E és una pel·lícula francohispanocolombiana rodada íntegrament a Colòmbia. Dirigida per Miguel Courtois, es basa en la vida del pagès colombià José Crisanto Gómez i en el rescat del nen Emmanuel, la Operació Emmanuel. Estrenada el 2012 a Europa, i el 2013 a Colòmbia malgrat les seves crítiques i connotacions polítiques. Destaquen en el repartiment Luis Tosar, Martina García i Gilberto Ramírez.

## Sinopsi
Enmig de la selva una dona dona a llum a un nen ajudada per uns guerrillers. Uns mesos després uns guerrillers es presenten de nit a casa de Crisanto, que viu en la selva colombiana controlada pels exèrcits de les FARC al costat de la seva família. Porten amb ells a un nen de 8 mesos i sota amenaces de mort l'obliguen a quedar-se amb ell.
Al poc temps, el nen cau greument malalt i decideixen portar-lo a l'hospital on sospiten que ha rebut maltractaments i Crisanto perd la seva custòdia. Quan tres anys després sent la notícia que es procedirà a l'alliberament d'una presonera de les FARC al costat del seu fill, s'adona de què es tracta del nen que ja no té i que la guerrilla vindrà a reclamar-lo en qualsevol moment.

## Repartiment
- Luis Tosar
- Martina García
- Gilberto Ramírez
- Francisco Pérez
- Eileen Moreno
- Rodolfo Silva
- Juan Carlos Contreras
- Elkin Correa
- Mary Herrera
- Jaime Correa
- Hedras Urrego
- Maikol Herrera
- Sigifredo Vega
- Beatriz Helena Álvarez
- Jaiber Parra
- Samuel Enrique Villar Blanco

## Nominacions i premis
Medalles del Cercle d'Escriptors Cinematogràfics
| Categoria    | Persona    | Resultat |
| ------------ | ---------- | -------- |
| Millor actor | Luis Tosar | Nominat  |

XXII Premis de la Unión de Actores
| Categoria                 | Persona    | Resultat |
| ------------------------- | ---------- | -------- |
| Millor actor protagonista | Luis Tosar | Nominat  |

XI Premis Mestre Mateo
| Categoria                 | Persona    | Resultat  |
| ------------------------- | ---------- | --------- |
| Millor actor protagonista | Luis Tosar | Guanyador |

Festival de Cinema de Varsòvia
| Categoria                | Persona | Resultat  |
| ------------------------ | ------- | --------- |
| Premi del Jurat Ecumènic | -       | Guanyador |

Festival de Cinema de Biarritz
| Categoria    | Persona    | Resultat  |
| ------------ | ---------- | --------- |
| Millor actor | Luis Tosar | Guanyador |